# Nazionale maschile di pallanuoto della Comunità degli Stati Indipendenti
La nazionale di pallanuoto maschile della Squadra Unificata, meglio conosciuta come nazionale di pallanuoto della Comunità degli Stati Indipendenti, è stata una selezione, nata nel 1992 dalla dissoluzione della fortissima Unione Sovietica, composta dai migliori giocatori delle squadre sportive dell'ex-Unione Sovietica.

## Storia
Si è formata dopo la dissoluzione dell'Unione Sovietica, per partecipare in forma unificata ai Giochi della XXV Olimpiade di Barcellona, dove ha ottenuto una medaglia di bronzo.

La squadra consisteva di atleti di tutte le ex-repubbliche sovietiche, ad eccezione dei Paesi Baltici e della Georgia, che non entrò nella CSI fino al 1993.
Un'esperienza simile si era avuta dal 1956 al 1964 per le squadre della Germania Est e Germania Ovest che parteciparono come Squadra Unificata Tedesca.

## Risultati
Olimpiadi
- Olimpiade 1992  Bronzo

## Formazione
Giochi olimpici - Barcellona 19921 Šaranov, 2 Ogorodnikov, 3 Vdovin, 4 Kozlov, 5 Naumov, 6 Belofastov, 7 Kolotov, 8 Apanasenko, 9 Gorškov, 10 Markoč, 11 Kovalenko, 12 Karabutov, 13 Čigir', CT: Boris Popov